# Меридијански инструмент
Меридијански инструмент или меридијански круг је астрономски транзитни инструмент којим се на астрономским опсерваторијама, уз помоћ часовника, одређују апсолутне координате (ректасцензија и деклинација), тј. тачни положаји небеских тела.
Инструмент се састоји из масивног издуженог цилиндричног (најчешжће металног) ослонца који представља осу инструмента. Ова оса је постављена потпуно водоравно и налази се причвршћена на дубоко утемељеним стубовима који носе цео интрумент. Астрономски дурбин је постављен нормално на осу инстумента (његова оптичка оса је нормална на осу инструмента). Како је оса инструмента постављена у правцу исток-запад, оптичка оса дурбина ће се наћи у равни меридијана места из којег се посматра, и дурбин ће се моћи кретати по тој равни. Концентрично са осом инструмента, монтиран је тачно издељен вертикални круг, помоћу којег се може очитати висина правца у који је уперен дурбин. У видном пољу дурбина налази се вертикална кончаница (кончић), помоћу које се може тачно одредити тренутак када одређени астрономски објекат пресече небески месни меридијан. Тачно време које у том тренутку показује часовник (посебно подешен) једнако је ректасцензији посматраног објекта. Друга координата (деклинација тела) се добија као разлика очитаног угла са вертикалног круга и познате посматрачеве географске ширине.
Први модерни меридијански инструмент направио је 1690. Оле Ремер, иако су идеју да се астрономски инструмент фиксира за месни меридијан имали још антички астрономи (о чему пише Птолемеј), што је учинио Тихо Брахе, направивши велики меридијснки квадрант (како тада дурбин још није био познат).